# Aeroporto Internacional Alejandro Velasco Astete
O Aeroporto Internacional Alejandro Velasco Astete (IATA: CUZ, ICAO: SPZO) está localizado na cidade de Cuzco, a cidade turística mais popular do Peru. Recebe voos de várias regiões do Peru e alguns voos internacionais. Possui uma pista asfaltada de 3.400 metros de comprimento por 45 de largura. É um dos aeroportos de maior altitude do mundo.
Hoje o aeroporto está operando com uma capacidade limitada devido à sua localização perigosa no meio da cidade. Apesar disso o aeroporto foi usado por 2.295.270 passageiros em voos domésticos e 12.840 em voos internacionais, em 2013, segundo estatísticas da Corpac. Esse número torna segundo aeroporto mais utilizado do Peru, depois do Aeroporto Internacional Jorge Chávez. Em 27 de agosto de 2013, o ministro de Transportes e Comunicações do Peru, Carlos Paredes, anunciou que a partir de setembro de 2013 o aeroporto vai começar a operar voos noturnos. A ampliação do horário de funcionamento do terminal tem como objetivo suprir a demanda de turistas da região. As companhias aéreas devem encaixar suas operações entre às 17h30 e 19h45. 
O nome foi dado em homenagem ao piloto peruano Alejandro Velasco Astete, que foi a primeira pessoa a voar sobre a Cordilheira dos Andes em 1925. Ele fez um voo de Lima para Cuzco. Nesse mesmo ano, em uma demonstração de voo na cidade de Puno, perdeu o controle de seu avião e evitando se chocar contra os espectadores perdeu altitude e morreu no impacto. O aeroporto é a principal porta de entrada da cidade de Cuzco, que é um centro importante do circuito turístico global, e é um deve passar para atingir as ruínas de Machu Picchu.
O governo do Peru anunciou planos para construção de um aeroporto próximo a cidade de Cusco, que fica perto as ruínas incas de Machu Picchu, em uma tentativa de alavancar o turismo na região. O presidente Ollanta Humala, disse em um comunicado que seu governo vai investir cerca de 460 milhões dólares para o projeto, pois com o novo aeroporto “mais turistas virão” e haverá “mais empregos para as áreas vizinhas”. Humala disse que o aeroporto atual não é suficiente para fins de turismo. Na quarta-feira (22), ele aprovou uma lei que permite a expropriação de terrenos na cidade de Chinchero para a construção do novo aeroporto.[carece de fontes?]

## Informações do Aeroporto
- Horário de Operação: 06:00 até 18:00.
- Telefone: 084 - 222611
- Fax: 084 - 222601 / 084 - 244968
- Administração do Aeroporto: CORPAC S.A.
- Altitude: 10.860 pés / 3.310 metros.

## Estrutura

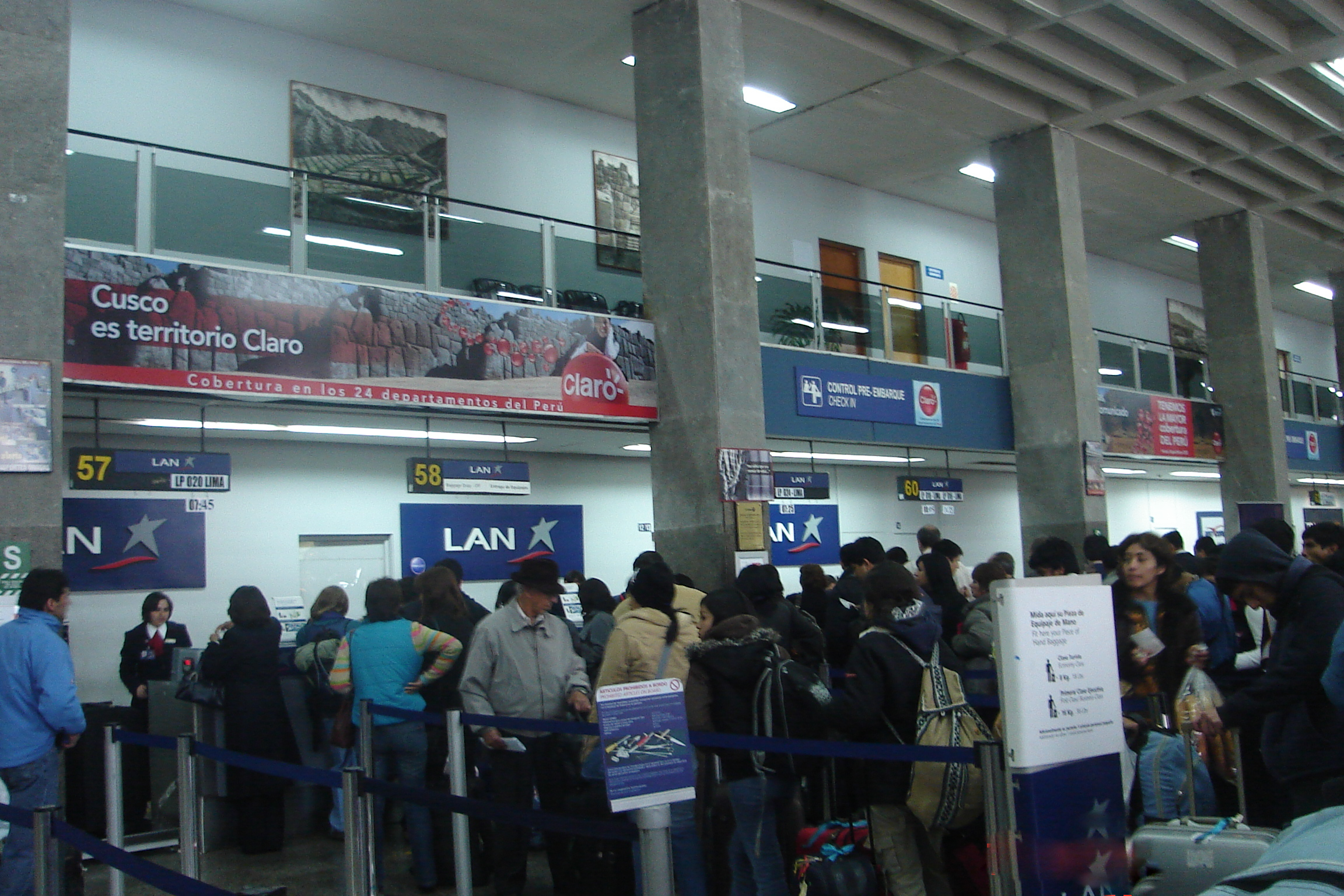
Pré-Embarque do Aeroporto de Cuzco.

O aeroporto tem um grande número de comodidades para atender os milhares de turistas que visitam a cidade de Cusco todos os anos. Há muitos anos foi o primeiro aeroporto peruano a receber aviões a jato.
A pista é asfaltada e tem 3.400 metros (11.155 pés) de comprimento e 45 metros (148 pés) de largura. A pista muito grande é necessária principalmente devido à alta altitude do aeroporto. O ar rarefeito exige que os aviões usem mais pista para pousar, e nas decolagens os aviões demoram mais a ganhar velocidade se comparados com aeroporto em altitudes mais baixas.

## Companhias e destinos

### Voos Domésticos
- Lan Perú
  - Arequipa, Peru / Aeroporto Internacional Rodríguez Ballón
  - Juliaca, San Román (província), Peru / Aeroporto Internacional Inca Manco Cápac
  - Lima, Peru / Aeroporto Internacional Jorge Chávez
  - Puerto Maldonado, Peru / Aeroporto Internacional Padre Aldamiz
  - Iquitos / Aeroporto Internacional Coronel FAP Francisco Secada Vignetta
  - Tacna, Peru / Aeroporto Internacional Coronel FAP Carlos Ciriani Santa Rosa
- Peruvian Airlines
  - Lima, Peru / Aeroporto Internacional Jorge Chávez
- Star Perú
  - Lima, Peru / Aeroporto Internacional Jorge Chávez
  - Puerto Maldonado, Peru / Aeroporto Internacional Padre Aldamiz
  - Arequipa, Peru / Aeroporto Internacional Rodríguez Ballón
  - Juliaca, San Román (província), Peru / Aeroporto Internacional Inca Manco Cápac
- TACA Perú
  - Lima, Peru / Aeroporto Internacional Jorge Chávez
  - Arequipa, Peru / Aeroporto Internacional Rodríguez Ballón
  - Puerto Maldonado, Peru / Aeroporto Internacional Padre Aldamiz